# 二葉亭四迷
二葉亭 四迷（ふたばてい しめい、元治元年2月28日〈1864年4月4日〉- 明治42年〈1909年〉5月10日）は、日本の小説家、翻訳家。
本名は長谷川 辰之助（はせがわ たつのすけ）。筆名の由来は、処女作『浮雲』に対する卑下、特に坪内逍遥の名を借りて出版したことに対して、自身を「くたばって仕舞え」と罵ったことによる（異説あり）。文学に理解のなかった父に言われたというのは俗説である（『予が半生の懺悔』）。長谷川二葉亭とも呼ばれる。別の号に冷々亭主人、杏雨。
江戸市ヶ谷（現在の東京都新宿区市ヶ谷）。自筆履歴書によると、1883年2月1日から1885年12月25日まで、当時の専修学校（現在の専修大学）で学び、その後卒業した。また、東京外国語学校（現在の東京外国語大学）露語科入学後、同科が改組されてできた東京商業学校（現在の一橋大学）第三部露語科を1886年1月に中退。
坪内逍遥と交流を結び、その勧めで評論『小説総論』を発表。1887年～1891年の間に出された写実主義小説『浮雲』は言文一致体で書かれ、日本の近代小説の開祖となった。また、ロシア文学の翻訳も多くてがけ、ツルゲーネフの「あひゞき」「めぐりあひ」は特に有名。自然主義作家へ大きな影響を与えた。
後に『其面影』『平凡』を発表したが、1909年、ロシア赴任からの帰国途中にベンガル湾上で客死した。

## 経歴
江戸市ヶ谷合羽坂の尾張藩上屋敷に生まれた（異説あり）。父・尾張藩士・長谷川吉数は鷹狩り供役を勤める。母は志津。祖父・辰蔵の名を取って、辰之助と名づけられた(異説あり)。
4歳のときに母の実家後藤家のある名古屋に移る。野村秋足の塾で漢学を学び、名古屋藩学校に入学後は、林正十郎らにフランス語を学んだ。
1872年（明治5年）、藩学校を退学し戻るが、父の異動のために松江へ転居、内村友輔から漢学を学ぶ。
洋学校（現在の愛知県立旭丘高等学校）卒業後、当時、ロシアとの間に結ばれた樺太千島交換条約をうけて、ロシアに対する日本の危機感を持ち、陸軍士官学校を受験した。しかし不合格になったため、軍人となることを諦め、外交官になる決意をする。
外交官を目指し1881年（明治14年）、東京外国語学校（現東京外国語大学）露語科に進学。この時にロシア語を教授したのがレフ・メーチニコフ、黒野義文、古川常一郎で、次第にロシア文学に心酔するようになる。また東京外国語学校が東京商業学校と合併し、四迷の在学していた東京外国語学校露語科は東京商業学校（現一橋大学）第三部露語科となった。ところが、四迷は、この合併に伴い東京商業学校校長に就任した矢野二郎に対し悪感情を持つようになる。そこで1886年1月に退学届けを出し同校を中退。
なお大田黒重五郎（九州電気軌道社長、九州水力電気社長などを歴任）は東京外国語学校および東京商業学校での親友であり、後に大田黒をモデルにして小説『浮雲』を執筆した。
また、自筆履歴書によると、1883年（明治16年）2月1日から1885年（明治18年）12月25日まで、専修学校（現在の専修大学）に学んでいる。そして、卒業して間もなく、坪内逍遥宅に通うようになる。
1886年（明治19年）1月24日、坪内逍遙を初めて訪問し、『小説神髄』の疑義をただした。同年2月、坪内逍遥を訪ね、以後毎週通うようになる。その勧めで『小説総論』を「中央学術雑誌」に発表（冷々亭主人名義）。また、ツルゲーネフの『父と子』の一部を訳していたが、未発表に終わった。
翌1887年（明治20年）6月20日に『新編浮雲』第一篇を、坪内雄蔵（逍遥の本名）名義で刊行。「はしがき」で初めて「二葉亭四迷」と名乗った。この処女小説『浮雲』（第一篇～第三篇）は、第三篇以降の草案があったため未完に終わった作品として紹介されていることもあるが、写実主義の描写と言文一致の文体で当時の文学者たちに大きな影響を与えたことは事実である。先立って書かれた坪内逍遥の『当世書生気質』に色濃く残っていた戯作文学の影響を排し、日本の近代小説の始まりを告げたとされる。またロシア語が堪能で同時代のロシア写実主義文学を翻訳、紹介した。特にツルゲーネフの『猟人日記』の一部を訳した「あひゞき」（『国民之友』1888年7月25号から8月27号まで）は、その自然描写の文体が多くの作家に影響を与えた。
同年に内閣官報局の官吏となり筆を折る。また社会主義の影響から、貧民救済策について考える。貧民街に出入りするうち、出会った娼婦が最初の妻福井つねである。貧民救済への関心は、のちに貧民問題や労働問題を扱うジャーナリストとなる松原岩五郎や横山源之助との交友を生み、彼らに対して影響を与えることになった。
1895年（明治28年）に陸軍大学校露語科教示嘱託、1899年（明治32年）に再び東京外国語学校（現東京外国語大学）が設立され、旧東京外国語学校時代の恩師である古川常一郎の推薦を受けロシア語科の教授となる。短い在職期間ながら多くの教え子から慕われた。海軍編修書記を経て、1901年（明治34年）には海軍大学校露語教授嘱託を務める。
1902年（明治35年）、ロシア滞在中にエスペラントを学び、1906年（明治39年）に日本で入門書を出版した。
内藤湖南の紹介で、1904年（明治37年）3月4日に大阪朝日新聞に入社し、東京出張員となった。だがその仕事にはあまり向かず、東京朝日新聞社主筆池辺三山のはからいで東京朝日に移籍し、小説を連載する。月給百円とかなりの高給だった。『其面影』や『平凡』を発表し、読者からは大好評で迎えられる。
『文章世界』1908年（明治41年）2月に「私は懐疑派だ」、6月に「予が半生の懺悔」を発表し、同年、朝日新聞特派員としてロシア赴任、駐在中に東京外国語学校時代のロシア語恩師・黒野義文が教壇に立つペテルブルクへ向かった。　一方、森鷗外の『舞姫』、国木田独歩の『牛肉と馬鈴薯』の露訳も行ったが、白夜のために不眠症に悩まされ、また翌年、ウラジーミル大公の葬儀のために雪の中でずっと立っていたことが災いし発熱。肺炎、肺結核におかされ、死を予感し妻や祖母宛に遺言状を書いた後（この遺言は交友のあった坪内逍遥宛に託されたという）、友人の説得で帰国することになる。4月10日に日本郵船の加茂丸に乗船してロンドンを発ち、日本への帰国途中に容体が重篤となり、5月10日ベンガル湾上で肺炎の悪化で死去。享年46（満45歳没）。5月13日夜にシンガポールで火葬がなされ、30日に遺骨が新橋に到着した。シンガポールの日本人墓地にも墓がある。

## 年譜
※日付1872年までは旧暦
- 1864年 - 2月28日、江戸市ヶ谷に生れる（異説あり）。
- 1868年 - 11月、母、祖母とともに名古屋に移る。
- 1871年 - 8月、名古屋藩学校に入学。
- 1872年 - 5月、藩学校を退学。10月、東京に移り、麹町区飯田町に住む。
- 1875年 - 5月、父の移動のため、松江に移る。
- 1878年 - 3月、東京に再び移る。5月、森川塾に入るが、10月退塾。
- 1880年 - 2月から4月まで再び森川塾に通う。また、この3年で3回陸軍士官学校を受験するが、不合格に終わる。
- 1881年 - 5月、東京外国語学校（現東京外国語大学）に入学。
- 1985年 - 9月、東京外国語学校が東京商業学校に合併。改めてその露語科第五年に転じる[9]。
- 1886年 - 1月、東京商業学校（現一橋大学）第三部露語科を中退。坪内逍遥を訪ねる。4月、「小説総論」を発表。
- 1887年 - 6月、『浮雲』第一篇を刊行。
- 1888年 - ツルゲーネフの「めぐりあひ」「あひゞき」を訳出。
- 1889年 - 8月、内閣官報局に奉職。英字新聞・露字新聞の翻訳に従事。
- 1893年 - 1月、福井つねと結婚。2月、長男玄太郎が誕生[10]。
- 1894年 - 12月、長女せつが生れる。
- 1896年 - 2月、つねと離婚。『かた恋』を出版。
- 1897年 - 12月、内閣官報局を辞職。
- 1898年 - 11月、海軍編修書記となる。
- 1899年 - 7月、海軍編修書記を辞す。9月、東京外国語学校教授になる。
- 1902年 - 5月、東京外国語学校教授を辞す。大陸に渡りハルビンで徳永商会相談役となる。
- 1902年 - 9月、ハルビンを離れ、かつての級友川島浪速を頼り北京の京師警務学堂提調代理[11]となる。
- 1903年 - 7月、上職を辞して帰国。
- 1904年 - 3月、大阪朝日新聞東京出張員になる。6月、二男富嗣が誕生[12]。8月、高野りうと再婚[13]。
- 1906年 - 1月、三男健三が生まれる[14]。10月、「其面影」の連載を始める。
- 1907年 - 10月、「平凡」の連載を始める。
- 1908年 - 6月、ロシアのペテルブルクへ派遣される。
- 1909年 - 3月、肺炎、肺結核のため入院。4月に出国。5月10日、ベンガル湾上で客死。享年46。
- 1910年 - 朝日新聞社より全集出版（全4巻、1913年完結）。当時朝日新聞社で校正係だった石川啄木が第1巻の校正と第2巻の出版業務全般を担当した。

## 作品一覧
評論
- 小説総論（1886年）

小説
- 浮雲（1887年 - 91年、金港堂）
- 其面影（1907年、春陽堂）
- 平凡（1908年、文淵堂、如才堂）

翻訳
- かた恋（1896年、春陽堂）
  - 「片恋」「奇遇」（めぐりあひ）「あひゞき」の三編。ツルゲーネフ
- つゝを枕（1904年、金港堂） - トルストイ
- カルコ集（1907年、春陽堂） - 翻訳集
- 血笑記（1908年、易風社） - アンドレーエフ
- うき草（浮草）（1908年、金尾文淵堂） - ツルゲーネフ
- 乞食（1909年、彩雲閣） - ゴーゴリ、ゴーリキーの翻訳集

エスペラント関係
- 世界語（1906年、彩雲閣）
- 世界語読本（1906年、彩雲閣）

## 関連文献
- 二葉亭四迷の一生（内田魯庵） - Google ブックス